# 月と六ペンス
『月と六ペンス』（つきとろくペンス、The Moon and Sixpence）は、1919年に出版されたサマセット・モームの小説。画家のポール・ゴーギャンをモデルに、絵を描くために安定した生活を捨て、死後に名声を得た人物の生涯を、友人の一人称という視点で書かれている。この小説を書くにあたり、モームは実際にタヒチへ赴き、ゴーギャンの絵が描かれたガラスパネルを手に入れたという。

## あらすじ
作家である「私」は、ストリックランド夫人のパーティーに招かれたことがきっかけで、チャールズ・ストリックランドと知り合う。ストリックランドはイギリスの証券会社に勤務していたが、ある日突然、家族を残して失踪する。「私」は夫人に頼まれ、ストリックランドが滞在しているというパリへ向かう。彼の元を訪れた「私」が見たのは、駆け落ちしたとされていた女性の姿はなく、一人で貧しい生活を送るストリックランドであった。話を聞くと、彼は絵を描くためにそれまでの生活を捨てたという。「私」は彼の行動を批判するが、彼は意に介さない。夫人は「私」からその事実を聞き悲嘆に暮れるが、やがてタイピストの仕事に就き、自立の道を歩み始める。
5年後、「私」はパリで生活していた。かつてローマで知り合った三流画家のダーク・ストルーヴのもとを訪れると、彼がストリックランドの才能に深く傾倒していることを知る。ストルーヴに連れられストリックランドと再会するが、彼の生活は依然として貧困から抜け出せていなかった。その後、「私」は何度かストリックランドと会う機会を持つが、やがて二人の間には隔たりが生じ、絶縁状態となる。クリスマスの直前のある日、「私」はストルーヴと共にストリックランドのアトリエを訪れる。そこで「私」が目にしたのは、重い病に冒されたストリックランドの姿であった。ストルーヴが彼を自宅に引き取ろうとするが、妻のブランチは強く反対する。しかし、夫に説得されストリックランドの看病をするうちに、ブランチは次第に彼に好意を抱くようになり、ついには夫を捨ててストリックランドに付き添う。しかし、彼女の愛情はストリックランドに受け入れられることはなく、絶望したブランチは服毒自殺を遂げる。妻の死を知ったストルーヴは、ストリックランドへの敬意を失うことなく、故郷オランダへと帰って行く。「私」はストリックランドと再会し、彼の生き方を改めて批判する。その後、「私」が彼と再び顔を合わせることはなかった。
ストリックランドの死後、「私」は別の用事でタヒチを訪れていた。そこで、彼と共に仕事をしていたというニコルズ船長に出会い、彼が船乗りとして働いていた頃の話を聞く。貿易商のコーエンは、ストリックランドを自身の農場で働かせていた過去を語る。宿屋の女主人ティアレは、彼にアタという妻を斡旋した経緯を話す。彼の家に滞在したことのあるブリュノ船長は、ストリックランドの家の様子を語る。医師のクートラは、ストリックランドがハンセン病に感染した晩年の状況を語り、彼の遺作は遺言によって焼却されたと証言する。「私」はクートラ医師が所有するストリックランドの果物の絵を目にし、その異様な魅力に深い畏怖の念を抱く。
ロンドンへ帰還した「私」は、ストリックランドがどのような生涯を送ったのかを伝えようと、ストリックランド夫人に再び会う。タヒチでのストリックランドに関する話を終えた「私」の脳裏には、彼がアタとの間に儲けた息子が、広大な海原で船を操る姿が鮮やかに浮かび上がっていた。

## タイトルの解釈
「『月』は人間をある意味で狂気に導く芸術的想像情熱を指し、『六ペンス』は、ストリックランドが弊履のごとくかなぐり捨てた、くだらない世俗的因襲、絆等を指している」と中野好夫は解釈した。金原瑞人は、「『(満)月』は夜空に輝く美を、『六ペンス(玉)』は世俗の安っぽさを象徴しているのかもしれないし、『月』は狂気、『六ペンス』は日常を象徴しているのかもしれない」と述べている。

## ゴーギャンとの相違点
ストリックランドは作中においてイギリス人として描かれているのに対し、ポール・ゴーギャンはフランス人である。また、ストリックランドは同世代の画家を知らないとされているが、ゴーギャンはフィンセント・ファン・ゴッホと交流があった。ただし、見方によっては、ストルーヴがゴッホをモデルにしていると解釈することも可能であろう（ストルーヴはゴッホと同様にオランダ人である）。
芸術に対する姿勢においても両者には明確な違いが見られる。ストリックランドは印象派を全く評価せず、他の画家との交流もほとんどなく、ほぼ制作のみに没頭していた。一方、ゴーギャンは印象派展に作品を出展しており、多数の印象派画家と交流するなど、非常に活発な活動を展開していた。
さらに、晩年の活動場所と最期を迎えた地も異なる。ストリックランドはタヒチで没しているのに対し、ゴーギャンはマルキーズ諸島で生涯を終えている。このように、両者の間には数多くの相違点が存在する。
もっとも、画家となる以前は証券会社に勤務していたという共通点も確認できる。

## 映画・舞台・テレビドラマ化
- 1942年に、アルバート・レウィン監督、ジョージ・サンダース主演による映画が公開された。
- 1958年にはオペラ「月と6ペンス」が、ジョン・ガードナー作曲で、ロンドンコヴェント・ガーデンにあるロイヤル・オペラ・ハウスで上演された。
- 1959年には、ロバート・マリガン演出、ローレンス・オリヴィエ主演によるテレビドラマがNBCで放送された。オリヴィエはこれがテレビ初出演となった。

## 日本語訳
- 最初の訳書は、1940年に中野好夫訳、中央公論社〈現代世界文学叢書〉。戦後は新潮社「モーム全集」。
- 中野好夫 訳『月と六ペンス』新潮社〈新潮文庫〉、1959年9月。
- 金原瑞人 訳『月と六ペンス』新潮社〈新潮文庫〉、2014年4月。
- 他に、厨川圭子、阿部知二、龍口直太郎、北川悌二、大岡玲訳。
- 現行版（21世紀刊行）は、新潮文庫・金原訳、行方昭夫訳の岩波文庫と、土屋政雄訳の光文社古典新訳文庫がある。